# Les Vierges des mers chaudes
Pour plus de détails, voir Fiche technique et Distribution.
Les Vierges des mers chaudes (Karate, Küsse, blonde Katzen) est une comédie érotique de kung fu ouest-germano-hongkongaise réalisée par Ernst Hofbauer et Kuei Chih Hung et sortie en 1974.

## Synopsis
Des pirates chinois enlèvent cinq jeunes filles anglaises d'un navire marchand et les vendent au marchand de filles Chao. Celui-ci leur enseigne dans son palais diverses techniques d'amour afin de les vendre comme prostituées. Les filles doivent se défendre contre les avances incessantes des hommes de Chao. Grâce à Ko Pao, un autochtone qui a l'habitude de se battre, et à sa sœur Ko Mei Mei, elles sont également formées aux techniques de combat à l'épée et au kung-fu. Après leur vente, les filles parviennent à se défendre contre leurs acheteurs respectifs et à s'enfuir. Chao les fait rechercher, mais les Anglaises, devenues entre-temps de parfaites combattantes, finissent par s'imposer face à tous les autres combattants.

## Fiche technique
- Titre français : Les Vierges des mers chaudes[1]
- Titre original allemand : Karate, Küsse, blonde Katzen[2]
- Titre hongkongais : 洋妓, Yang chi[3]
- Réalisation : Ernst Hofbauer, Kuei Chih-Hung
- Scenario : Jeng Yee-Shun
- Photographie :	Yau Kei
- Montage : Cheung Siu-Hei, Chang Hsing-Lung
- Musique : Fu-ling Wang
- Décors : Johnson Tsao
- Production : Run Run Shaw, Runme Shaw, Wolf C. Hartwig
- Société de production : Rapid Film, Shaw Brothers
- Pays de production :  Allemagne de l'Ouest -  Hong Kong
- Langue originale : allemand, cantonais
- Format : couleurs - 2,35:1 - Son mono - 35 mm
- Durée : 91 minutes
- Genre : comédie érotique de kung fu
- Dates de sortie :
  - Hong Kong : 21 juin 1974
  - Allemagne de l'Ouest : 15 août 1974
  - France : 14 avril 1976[1]

## Distribution
- Yueh Hua : Ko Pao
- Sonja Jeannine : Donna
- Lau Wai-Ling : Ko Mei Mei
- Diana Drube : Anna
- Gillian Bray : Brenda
- Tamara Elliot : Karen
- Deborah Ralls : Celia
- Wang Hsieh : Chef pirate Chao
- Got Dik-Wa : Tiao Tao-Fu
- Kong Yeung : Dragon borgne

## Production
Les Vierges des mers chaudes est une coproduction ouest-germano-hongkongaise. Après la mort de Bruce Lee en 1973, le marché des productions cinématographiques hongkongaises s'est restreint : la censure à Singapour et un système de quotas pour les films locaux en Thaïlande ont réduit la demande pour les produits des grands studios de Hong Kong comme Shaw Brothers et Golden Harvest. Les deux sociétés cherchent alors un répit dans les productions étrangères, comme les hybrides entre la Hammer Films britannique (La Légende des sept vampires d'or), Rapid Films avec sa coproduction allemande Les Vierges des mers chaudes (1974) et la société italienne I.N.D.I.E.F. (Internazionale Nembo Distribuzione Importazione Esportazione Film) pour Les Trois Supermen du kung-fu.